# Lamia Makaddam
Lamia Makaddam (Sousse, 1971) is een Tunesisch-Nederlandse dichter en vertaler.
Makaddam studeerde Arabische taal- en letterkunde aan de universiteit van Sousse. Na haar studie migreerde ze naar Nederland. Ze publiceerde drie dichtbundels in het Arabisch. Haar werk is vertaald in het Nederlands, Engels, Frans en Koerdisch. In 2000 won Makaddam de El Hizjra-Literatuurprijs.
Ze vertaalde de romans Jij zegt het van Connie Palmen en Malva van Hagar Peeters in het Arabisch.

## Dichtbundels
- Je zult me vinden in elk woord dat ik schrijf, uit het Arabisch vertaald door Abdelkader Benali en Lamia Makaddam. Amsterdam: Uitgeverij Jurgen Maas (2020)
- Vrijetijdsgedichten, uit het Arabisch vertaald door Djûke Poppinga. Amsterdam: Uitgeverij Jurgen Maas (2023)

## Vertalingen
- Arabische vertaling van Jij zegt het van Connie Palmen (2016)
- Arabische vertaling van Malva van Hagar Peeters (2018)

## Literaire prijs
- El Hizjra-Literatuurprijs, 2000

- International Standard Name Identifier: 0000 0004 8519 4245
- Library of Congress Control Number: no2009003393
- Nationale Bibliotheek van Israël: 987011876354305171
- Nederlandse Thesaurus van Auteursnamen: 427870631
- Virtual International Authority File: 35159697669103311980